# 444 Gyptis
Gyptis (asteroide 444) é um asteroide da cintura principal com um diâmetro de 163,08 quilómetros, a 2,29214028 UA. Possui uma excentricidade de 0,17286279 e um período orbital de 1 684,96 dias (4,61 anos).
Gyptis tem uma velocidade orbital média de 17,89208401 km/s e uma inclinação de 10,2787036º.
Esse asteroide foi descoberto em 31 de Março de 1899 por Jérôme Coggia.